# Hermann Koch (Verbandsfunktionär)
Maria Hermann Josef Koch (* 14. Februar 1920 in Düren; † 11. Mai 2002 ebenda) war Vorsitzender des AWO-Bezirksverbandes Mittelrhein.
Koch war schon vor dem Zweiten Weltkrieg bei der Stadtverwaltung in Düren beschäftigt. Nach der Rückkehr aus britischer Kriegsgefangenschaft nahm er seine Arbeit bei der Verwaltung wieder auf. Vor seiner Pensionierung war er Leiter des Einwohnermeldeamtes. Im Jahr 1946 trat er in die SPD ein. In den folgenden Jahren war er Vorsitzender des AWO-Kreisverbandes Düren und viele Jahre Vorsitzender des AWO-Bezirksverbandes Mittelrhein. Koch initiierte das Altenpflegezentrum „Im Weyerfeld“ in Düren-Süd (Baubeginn 1983), welches später zum Seniorenzentrum ausgebaut wurde. Zu seinem 75. Geburtstag wurde es in Hermann-Koch-Seniorenzentrum umbenannt.
Koch wurde mit dem Bundesverdienstkreuz 1. Klasse ausgezeichnet.

## Auszeichnungen und Ehrung
- 1971 Marie-Juchacz-Plakette
- Bundesverdienstkreuz 1. Klasse
- 1995 Benennung des Hermann-Koch-Seniorenzentrum in Düren